# Volta a Noruega (1983)
|  | No confondre amb l'actual Volta a Noruega |

La Volta a Noruega (de 1983 a 1992) va ser una competició ciclista per etapes que es disputava anualment a Noruega. És un dels precedents de l'actual Volta a Noruega. De 1986 a 1989 no es disputà.

## Palmarès
| Any  | Vencedor           | Segon             | Tercer             |
| ---- | ------------------ | ----------------- | ------------------ |
| 1983 | Francesco Moser    | Per Christiansson | Kjell Nilsson      |
| 1984 | Dag Erik Pedersen  | Atle Kvalsvoll    | Sergei Ermatchenko |
| 1985 | Henk Lubberding    | Olaf Lurvik       | Dag-Erik Pedersen  |
| 1990 | Olaf Lurvik        | Dag Erik Pedersen | Mario Hernig       |
| 1991 | Dag Erik Pedersen  | Bjørn Stenersen   | Bo André Namvedt   |
| 1992 | Dag Otto Lauritzen | Bjørn Stenersen   | Dag Erik Pedersen  |